# Зердестан
Зердестан (перс. زردستان‎) — село на севере Ирана, в остане Тегеран. Входит в состав шахрестана Пардис. Является частью дехестана (сельского округа) Гольхендан бахша Бумехен.

## География
Село находится в центральной части остана, на правом берегу реки Сиахруд, на расстоянии приблизительно 7 километров (по прямой) к юго-востоку от города Пардис, административного центра шахрестана. Абсолютная высота — 1514 метров над уровнем моря.

## Население
По данным переписи 2006 года население села составляло 38 человек (20 мужчин и 18 женщин). В Зердестане насчитывалось 11 домохозяйств. Уровень грамотности населения составлял 65,8 %. Уровень грамотности среди мужчин составлял 65 %, среди женщин — 66,7 %.
В 2016 году в селе имелось 17 домохозяйств и проживал 41 человек (22 мужчины и 19 женщин).